# Поверхня Мохоровичича

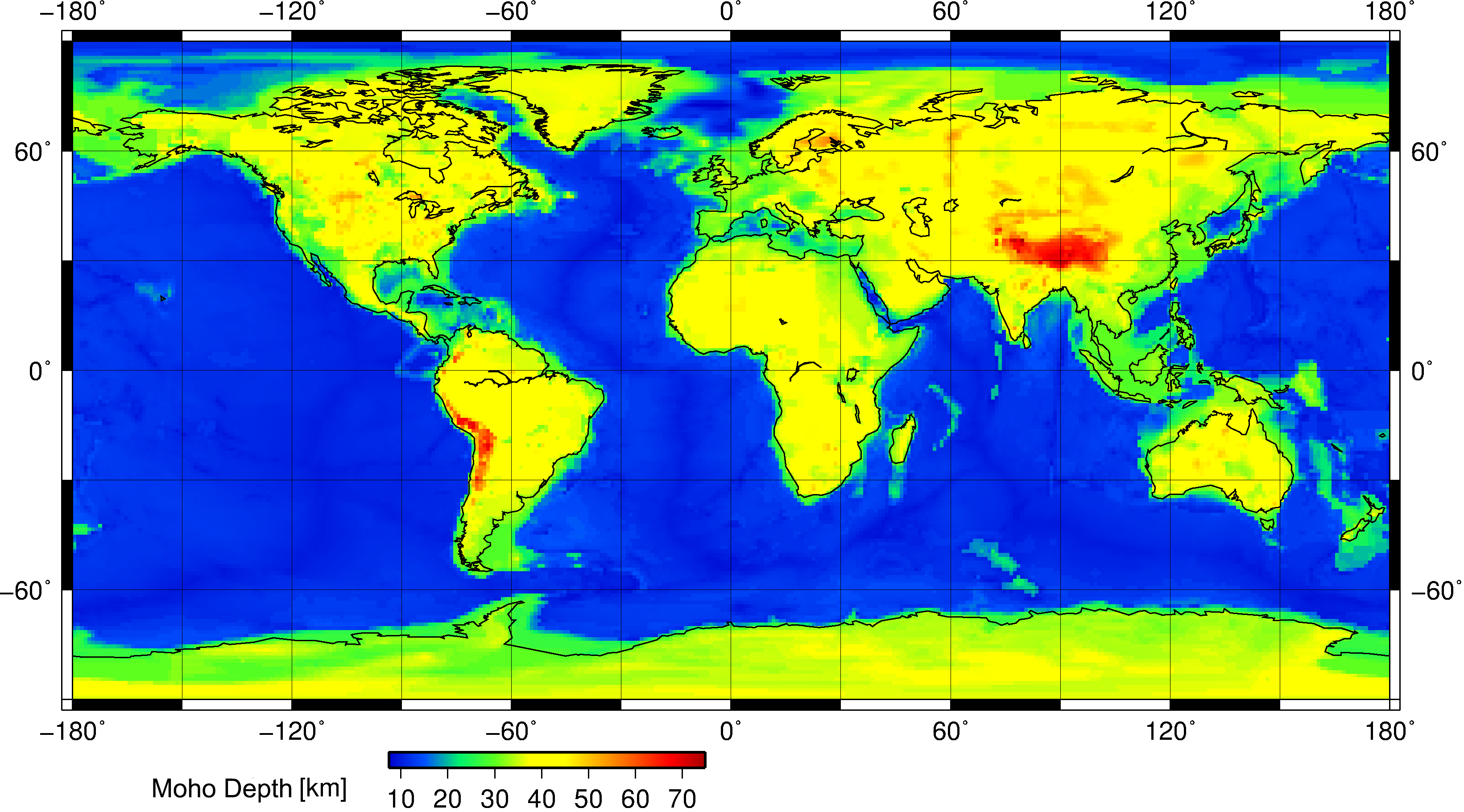
Світова мапа з глибиною залягання Мохо

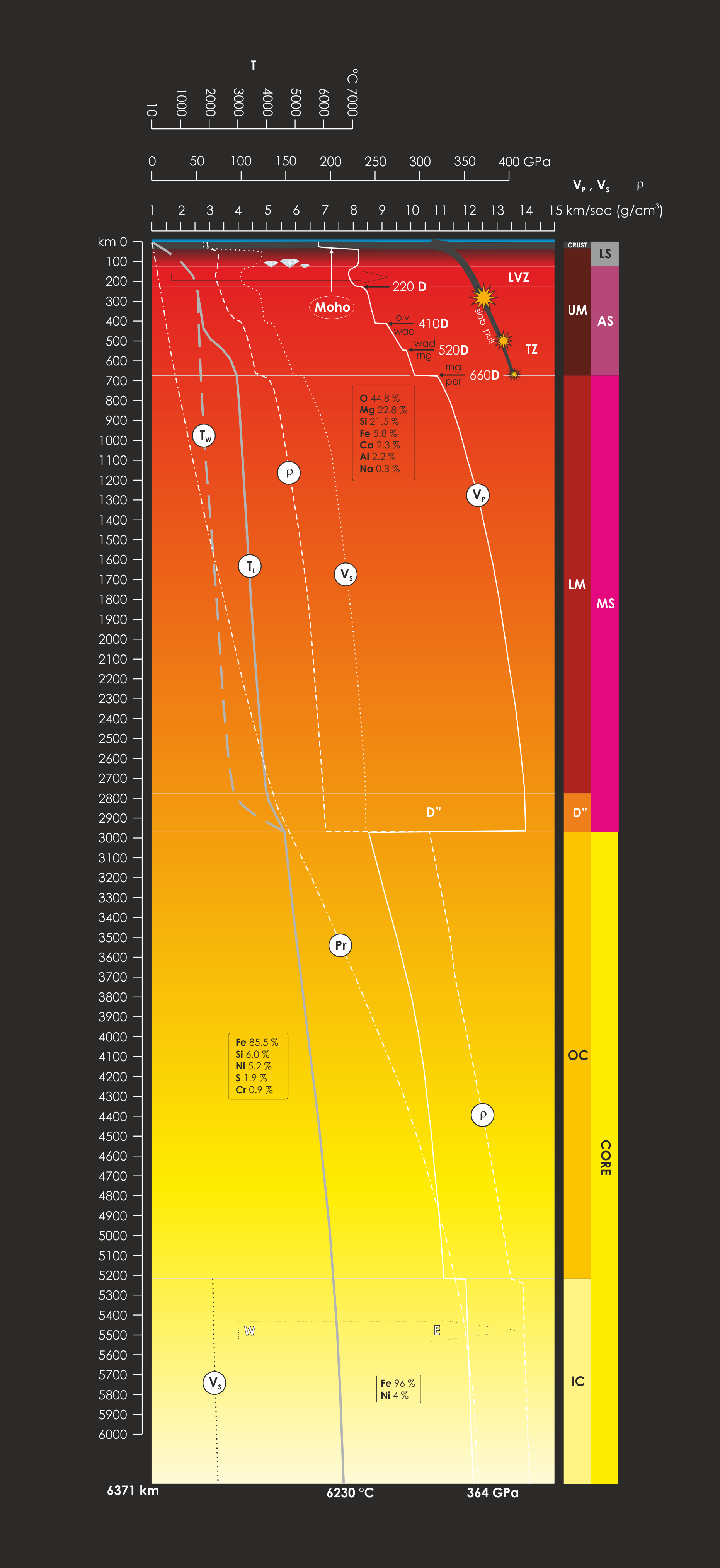
Діаграма глибинної будови Землі за геофізичними даними (швидкості поздовжніх та поперечних сейсмічних хвиль, розрахункова густина речовини, температура та тиск)

Пове́рхня Мохоровичи́ча, також Розрив Мохоровичича, або Мохо (англ. Mohorovičić discontinuity; хорв. Mohorovičićev diskontinuitet) — границя розділу (складна перехідна зона) між земною корою та верхньою мантією Землі, що виявляється за стрибкоподібним збільшенням швидкості проходження поздовжніх сейсмічних хвиль від 6,7 — 7,6 до 7,9 — 8,2 км/с, поперечних з 3,6 — 4,2 до 4,4 — 4,7 км/с. Глибина залягання поверхні Мохоровичича — від 25-90 км під континентами та 7-10 км під океанами.
Встановлена 1909 року хорватським сейсмологом Андрією Мохоровичичем (1857-1936). Досліджуючи показники сейсмічних хвиль, спричинених землетрусом поблизу Загреба того ж року, він помітив, що деякі хвилі поширювалися раніше за інші. Вчений пояснив це зміною густини середовища всередині Землі (на глибині 30 км).